# Mesochorus piceanus
Mesochorus piceanus är en stekelart som beskrevs av Schwenke 1999. Mesochorus piceanus ingår i släktet Mesochorus och familjen brokparasitsteklar. Inga underarter finns listade i Catalogue of Life.